# Keith Ollivierre
Keith Ollivierre (né le 13 avril 1971) est un ex-footballeur vincentais qui évoluait au poste de défenseur. Il a occupé le poste de sélectionneur de Saint-Vincent-et-les-Grenadines durant le deuxième semestre de 2016.

## Biographie

### Carrière de joueur
Appelé en équipe de Saint-Vincent-et-les-Grenadines en 1992, Ollivierre est de la campagne de qualification à la Coupe du monde 1994 (cinq matchs joués). Quatre ans après, il fait partie du groupe convoqué pour disputer la Gold Cup 1996 – la seule jouée par son pays – où il est titulaire lors du premier match de poule face au Mexique.

### Carrière d'entraîneur
En juin 2016, il succède à Cornelius Huggins comme sélectionneur de l'équipe de Saint-Vincent-et-les-Grenadines à l'occasion des éliminatoires de la Coupe caribéenne des nations 2017. Il dirige aussi la Vincy Heat (surnom de l'équipe nationale) lors de ses deux derniers matchs de qualification du 4e tour préliminaire des éliminatoires de la Coupe du monde 2018.